# 나세르주의

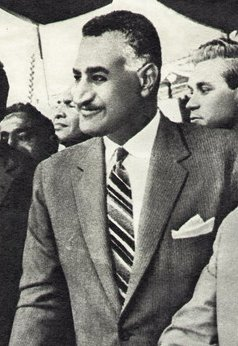
가말 압델 나세르 이집트 전 대통령

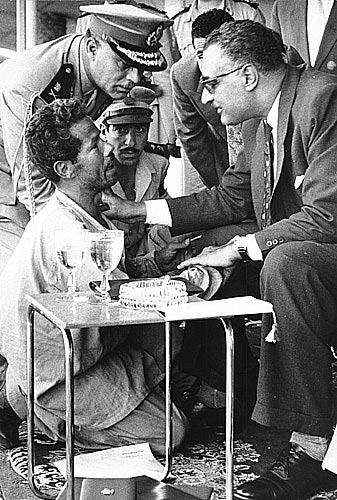
시민과 대화하는 나세르

나세르주의는 가말 압델 나세르의 독자적인 정치 철학이자, 아랍 사회주의의 한 경향이다. 나세르주의는 이집트 국민주의, 개발주의 제3세계주의, 반공주의, 비동맹주의 등으로 요약된다.

## 같이 보기
- 아랍 사회주의 연합

1. ↑  Helal, Yasmin (2019). “The Phantoms of Nasserism in Latin America”.